# Monasterio de San Sebastián (San Sebastián)
El Monasterio de San Sebastián fue el núcleo fundacional de la ciudad de San Sebastián (España). 
Diversos escritos apócrifos de mediados del siglo IX sitúan la fundación de San Sebastián en el promontorio separador de sus playas de La Concha y Ondarreta, como consecuencia del establecimiento de un centro asistencial compuesto de hospital/iglesia a favor de los peregrinos que se dirigían a Santiago de Compostela.

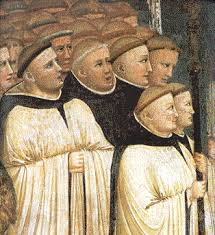
Monjes Benedictinos

Los primeros documentos de su existencia datan del 17 de abril de 1014 por la donación al Monasterio de San Salvador de Leire efectuada por el rey Sancho III Garcés El Mayor de Pamplona, en el siglo XI.

## Descripción histórica
La existencia de éste pequeño monasterio dedicado a San Sebastián está documentada desde el año 1014 pero  es probable que se remonte a varios siglos anteriores relacionado con el desarrollo del Camino de Santiago. La tradición popular dice que el monasterio fue fundado por monjes benedictinos provenientes de Cluny, en Francia.
A finales del siglo XI, el Monasterio de San Sebastián se convirtió en un priorato y en el siglo XII se convirtió en una abadía. A partir de entonces, la ciudad de San Sebastián se fue desarrollando a partir del Monasterio de San Sebastián.  Fue el primer núcleo habitado de la ciudad que posteriormente se desarrolló en las faldas del monte Urgull.
En el Concilio de Trento (1545) , el monasterio de San Sebastián se desmembró de su Mesa Episcopal y la donó a los frailes de San Telmo (habitado por dominicos, en esas fechas) para que con sus diezmos pudieran terminar su convento pero condicionándolo a que instauraran una comunidad de Monjas de la Orden de Predicadores en los locales anexos al Monasterio.
De esta manera, en 1546 pasó a denominarse Monasterio de Santo Domingo. Inauguró la clausura mediante una Bula pontificia en los angostos recintos parroquiales de San Sebastián el Antiguo, suscitando con ello un doble caso atípico en la Historia de la Orden de Predicadores: el que los frailes regentaran una parroquia y que las monjas vivieran en un complejo de la misma.
En 1836, a causa de la primera guerra carlista, quedó convertido en ruinas.